# Tereziánský urbář
Tereziánský urbář představuje nařízení Marie Terezie z roku 1767, které jednotně v celých Uhrách definovalo vztahy mezi vlastníky půdy a jejich poddanými.
Iniciační myšlenkou, která vedla Marii Terezii k vydání tohoto reformního nařízení, byl zájem zlepšení hospodářské situace Uherska. K tomu měly napomoci i zvýšené výběry daní. Ve snaze zajistit a zvýšit odvod daní vzrůstal proto zájem vídeňského dvora na změně postavení poddaných. Na sněmu v r. 1764-1765 vystoupila proto panovnice s návrhem, aby se ve smyslu již trochu pozapomenutého zákona z r. 1723 postavení poddaných nově definovalo urbářem. Zároveň si vyhradila právo vrchního dozoru při jeho schvalování. 
Uherská šlechta však považovala vztah mezi pány a poddanými za čistě soukromněprávní a nehodlala na daném stavu nic měnit.
Marie Terezie však byla pevně rozhodnutá situaci řešit. Dvůr využil stížnosti poddaných v některých zadunajských župách (které vyústily do otevřené vzpoury) a vydal pro ně v letech 1765 a 1766 dílčí urbáře. V lednu 1767 přistoupila Marie Terezie k vydání jednotného nařízení - urbáře tereziánského.
Základním rysem tereziánské reformy byl záměr uvést dávky a povinnosti poddaných vůči vlastníkům půdy do definovaného poměru s rozsahem půdy, kterou měl v užitku. Urbář současně stanovil maximální hranice feudální renty. Poddanské dávky a povinnosti se určily jednotně pro celou zemi.
Zavádění urbáře narazilo zpočátku na mimořádně ostrý odpor uherské šlechty. Na Slovensku se nejvíce bouřila šlechta v Bratislavské, Nitranské a Hontské župě. S odvoláním na tradice protestovala proti zavádění reforem a žádala zachování současného stavu. Nakonec pod vlivem okolností se musela ovšem panovnici podvolit a své požadavky stáhnout. Do roku 1774 byl zaveden tereziánský urbář ve všech hornouherských župách.